# Barry Lopez
Pour les articles homonymes, voir López.
Barry Holstun Lopez, né à Port Chester, dans l'État de New York, le 6 janvier 1945 et mort le 25 décembre 2020, est un écrivain américain.

## Biographie
Il obtient le National Book Award en 1986  pour Rêves arctiques (Arctic dreams).

## Œuvres traduites en français
- Rêves arctiques [« Arctic dreams »], trad. de Dominique Dill, Paris, Albin Michel, 1986, 400 p.  (ISBN 2-226-02845-5)
- Le Chant de la rivière, suivi de Reflets dans un œil de corbeau [« The dance of herons », « Reflections in the eye of a raven »], trad. de Adrien Le Bihan, Isabelle Chapman, Paris, Éditions Hoëbeke, coll. « Le grand dehors », 1992, 192 p.  (ISBN 2-905292-44-X)réédité en 1995 et 2001 en poche, Petite Bibliothèque Payot
- Les Dunes de Sonora [« Field notes »], trad. de Suzanne V. Mayoux, Paris, Éditions Plon, coll. « Feux croisés », 1997, 186 p.  (ISBN 2-259-18292-5)
- Résistance [« Resistance »], trad. de Vincent Delezoide, monotypes d’Alan Magee, Arles, France, Actes Sud, coll. « Le cabinet de lecture », 2006, 185 p.  (ISBN 2-7427-6035-0)[2]
- Réécrire l'Amérique, traduction Oren Lyons, Marseille, éditions Wildproject, novembre 2020,  (ISBN 978-2-381-140-063).